# Marc Jacobs

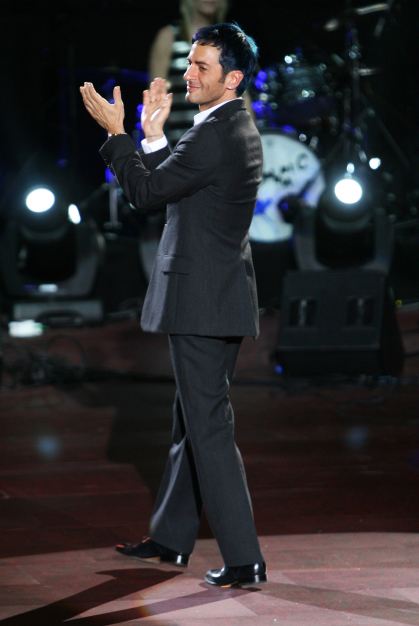
Marc Jacobs

Marc Jacobs, född 9 april 1963 i New York, är en amerikansk modedesigner.
Jacobs utbildade sig på Parsons School of Design i New York, och 1986 lanserade han sin första kollektion under eget namn. Året därpå blev han den yngste någonsin att tilldelas modepriset The Council of Fashion Designers of America (CFDA) Perry Ellis Award for New Fashion Talent.
Jacobs gjorde sig snabbt ett namn i modevärlden, och 1992 tilldelades han det än mer prestigefyllda The CFDA Women's Designer of the Year Award.
Det egna märket Marc Jacobs var till och med 2015 kompletterat med Marc by Marc Jacobs. Han var 1997–2014 även chefsdesigner på Louis Vuitton.
I februari 2008 anklagades Jacobs för att ha plagierat motivet från en scarf från Härjedalen.